# Puchar Świata w skeletonie 1989/1990
Sezon 1989/1990 Pucharu Świata w skeletonie – 4. sezon Pucharu Świata w skeletonie. Rozpoczął się 20 stycznia 1990 roku w Calgary, w Kanadzie. Ostatnie zawody z tego cyklu zostały rozegrane 10 lutego 1990 roku we Włoszech, w Cervinia. Rozegrane zostały 3 konkursy.
Po raz pierwszy w karierze najlepszy był Austriak Christian Auer.

## Kalendarz Pucharu Świata
| Lp.                                 | Data             | Miejscowość | 1. miejsce         | 2. miejsce     | 3. miejsce      |
| ----------------------------------- | ---------------- | ----------- | ------------------ | -------------- | --------------- |
| 1.                                  | 20 stycznia 1990 | Calgary     | Urs Vescoli        | Christian Auer | Markus Kottmann |
| 2.                                  | 3 lutego 1990    | Igls        | Michael Grünberger | Gregor Stähli  | Andi Schmid     |
| 3.                                  | 10 lutego 1990   | Cervinia    | Christian Auer     | Franz Plangger | Urs Vescoli     |
| Mistrzostwa Świata 1990 – Königssee |                  |             |                    |                |                 |

## Klasyfikacja
| lp. | zawodnik         | kraj              | punkty |
| --- | ---------------- | ----------------- | ------ |
| 1.  | Christian Auer   | Austria           | 126    |
| 2.  | Urs Vescoli      | Szwajcaria        | 120    |
| 3.  | Franz Plangger   | Austria           | 120    |
| 4.  | Alex Müller      | Austria           | 111    |
| 5.  | Frank Fijakowski | RFN               | 106    |
| 6.  | Rico Vetterli    | Szwajcaria        | 99     |
| 7.  | Bruce Sandford   | Nowa Zelandia     | 98     |
| 8.  | Markus Kottmann  | Szwajcaria        | 97     |
| 9.  | Orvie Garrett    | Stany Zjednoczone | 93     |
| 10. | Gernot Huber     | Austria           | 93     |